# Imbrexodius oclairi
Imbrexodius oclairi är en kräftdjursart som beskrevs av P. G. Moore 1992. Imbrexodius oclairi ingår i släktet Imbrexodius och familjen Odiidae. Inga underarter finns listade i Catalogue of Life.